# Tremella encephala
Tremella encephala es una especie de hongo del género Tremella, familia Tremellaceae, orden Tremellales. Fue descrita por Pers.
La carne de esta especie es gelatinosa y blanda. Suele aparecer en otoño, primavera e invierno.

## Descripción
Hongo gelatinoso con aspecto cerebriforme, el himenio es de color crema-rosa aunque puede variar a parduzco.

## Distribución y hábitat
Se distribuye por América del Norte, Europa y el norte de Asia. Suele parasitar troncos y ramas de árboles. Especie rara y poco conocida.